# Rybaxis clavata
Rybaxis clavata är en skalbaggsart som först beskrevs av Brendel 1865.  Rybaxis clavata ingår i släktet Rybaxis och familjen kortvingar. Inga underarter finns listade i Catalogue of Life.